# Galangál

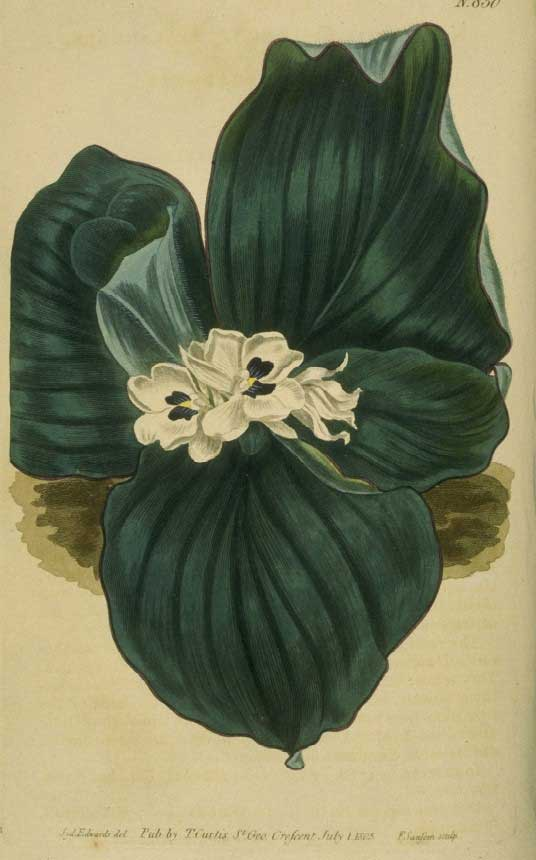
Kaempferia galanga

A galanga vagy  galangál három, egymáshoz igen hasonló, és közösen galangának nevezett növényfaj gyökeréből porított fűszer. Közösen sziámi, kínai, ill. thai gyömbérnek nevezzük őket a közönséges gyömbérhez (gyömbérhez) hasonló külsejük és ízük alapján (ez az íz valamivel kevésbé intenzív a gyömbérénél és kissé citrusos jellegű).
További nevei:kencur, liliom-gyömbér, homoki gyömbér, galgant, galanga-gyökér, sziámi gyömbér, galganta.
Főleg a curry és a thai levesek ízesítésére használják (a levesekben gyakran kókusztejjel). Kínában főleg Hiain szigetén kedvelik.
A három faj:
- Nagy galanga (Alpinia galangal, Alpinia galanga[L.] Willd., Languas galanga, Languas galangal, avagy Galanga maioris); más néven: laos: főleg Malayziában, Indonéziában és India egyes vidékein használatos. A bőre narancsbarna, a belseje fakósárga vagy tejszínfehér.

- Kis galanga (Alpina officinarum, Languas officinarum, avagy Galanga minoris): mindenfelé használják Hátsó-Indiában, de a kínai konyhába nem ment át. A nagy galangalnál kissé csípősebb; a belseje narancssárgás-pirosas, világospiros-sárga vagy vörösesbarna. Kencur, avagy "valódi galangal" néven is ismert.

- Kaempferia galanga (Kaempferia galanga, Kaempferia pandurata, avagy Galanga cardamomum):  mindenfelé használják Délkelet-Ázsiában, és gyakran összetévesztik a nagy galangallal. A bőre vörös, a belseje fehér, íze a nagy galangalénál kissé édeskésebb.

## Származásuk, élőhelyük
Valószínűleg Kína déli részéről terjedtek el; ma főleg Hátsó-Indiában és a környező szigeteken termesztik őket – gyakorta anélkül, hogy különbséget tennének az egyes fajok között.

## Jellemzőik
A kis galanga 1 méterre, a nagy galanga 2 méterre nő. A két sorban álló levelek elérhetik a 30 centimétert, keskenyek, kardlap formájúak. A csúcson növő fürtvirágzat 10 cm hosszú; a fehér virágok piros csúcsban végződnek.
A rizóma (gyökértörzs) a föld alatt vízszintesen kúszik, és erősen elágazik. Körülbelül 10 éves fejlődés után ássák ki. Eddigre hossza elérheti a 2 m-t, vastagsága a  2 cm-t; a betakarítás után 5–8 cm hosszú darabokra vágják. Őrölve ("radix Galanga") vagy frissen kapható; utóbbi esetben meg kell hámozni, mert a friss gyökér nagyon fás.

## Hatóanyagai
A rizóma legfeljebb 1,5 % illóolajat (galangaolajat stb.) tartalmaz, és ennek jó részét a szárítás közben elveszti. A szárított rizóma erejét a gyanta adja (amit korábban galangolnak vagy alpinolnak neveztek).